# Coronas-F
CORONAS-F (ou KORONAS-F, en russe : КОРОНАС-Ф, Комплексные ОРбитальные Околоземные Наблюдения Активности Солнца - ФИАН : Observations complexes de l'activité du Soleil en orbite autour de la Terre - FIAN) est un observatoire spatial solaire russo-ukrainien lancé le 31 juillet 2001 à partir du cosmodrome de Plessetsk par une fusée Tsiklon-3.

## Historique
Les satellites CORONAS-I et CORONAS-F sont développés dans les années 1980 par l'Académie russe des sciences avec des participations de la Pologne, de la Tchécoslovaquie, de la République démocratique d'Allemagne, de la Bulgarie, de la France et des États-Unis. Les satellites sont construits par le Bureau d'études Ioujnoïe (plateforme) tandis que l'IZMIRAN (en) est responsable de la charge utile. Initialement, le développement de celle-ci avait été confié à l'Institut de physique Lebedev (FIAN). Quand l'IZMIRAN a récupéré cette mission, le « F » a désigné « Фотосфера » (photosphère). Le premier satellite, CORONAS-I, est lancé avec plusieurs années de retard le 2 mars 1994. La durée de vie prévue est de 5 à 7 ans mais le satellite est victime d'une défaillance de son système de contrôle d'attitude et il devient inopérant six mois après son lancement.

## Déroulement de la mission
Coronas-F, le deuxième satellite de la série, est lancé le 31 juillet 2001 et placé sur une orbite basse culminant à une altitude de 500 km. Son orbite a été choisie de manière à lui permettre des observations continues du Soleil sur des périodes de 20 jours. L'observatoire a collecté des données du 31 juillet 2001 au 6 décembre 2005, cette période incluant un maximum du cycle solaire (octobre-novembre 2005). Le satellite est rentré dans l'atmosphère le 6 décembre 2005.

## Objectifs
L'objectif principal de Coronas-F était similaire à celui de Coronas-I : étudier les différents aspects de l'activité solaire (éruptions solaires, éjections de masse coronale, régions actives de la surface, sismologie interne, interactions entre le vent solaire et la magnétosphère terrestre). Il était prévu que l'observatoire spatial étudie durant au moins une année les processus dynamiques de l'activité solaire à travers les émissions de l'ensemble du spectre électromagnétique des ondes radio aux rayons gamma. Les instruments étaient également conçus pour mesurer les interactions entre le vent solaire et la magnétosphère terrestre ainsi que la sismologie de l'astre.

## Caractéristiques techniques
Le satellite, qui utilise une plateforme AUOS-SM stabilisée 3 axes, a la forme d'un cylindre à facettes haut de 5 mètres pour un diamètre de 2,3 mètres. Le satellite est pointé vers le Soleil avec une précision de 10 minutes d'arc. Quatre panneaux solaires ainsi que quatre antennes instrumentales portent son envergure à 12,8 mètres. Sa masse est de 2260 kilogrammes. Il est conçu pour une durée de vie minimale de trois ans. Les données sont transmises au centre de contrôle hébergé par l'IZMIRAN toutes les 36 heures,.

## Instruments
L'observatoire solaire emporte 16 instruments :
- Le photomètre optique solaire DIFOS mesurant les variations de luminosité du Soleil est une version améliorée de l'instrument embarqué sur Coronas-I : le photomètre est 10 fois plus sensible et la bande spectrale couverte est deux fois plus étendue. Le nombre de canaux passe de trois à six (350, 500, 650, 850 , 1100 et 1500 nanomètres.
- L'expérience SPIRIT est composée de deux instruments. STR-K est un télescope à rayons X équipé d'un coronographe. Il analyse la structure spatiale et la dynamique de la couronne solaire au-delà de 6 rayons solaires dans la bande spectrale 750-850 nanomètres avec une résolution spatiale d'une minute d'arc. RES-K est un spectrohéliographe analysant le rayonnement X et fournissant des images à haute résolution du disque solaire dans les lignes d'émissions FE XXIV et Fe XXV. Des images des lignes d'émissions couvrant les bandes spectrales 1800-2050 et 2850-3350 nanomètres sont également obtenues avec une résolution spectrale de 0,3 nanomètre.
- Le photomètre/spectromètre DIOGENESS analysant le rayonnement X des régions actives et des éruptions solaires avec une résolution spectrale de 5 secondes d'arc dans les bandes spectrales 29,6-33,9, 49,8-53,7 et 61,1-67,3 nanomètres avec une résolution temporelle comprise entre 0,1 et 10 secondes. L'instrument mesure également les émissions de rayons X sur l'ensemble du disque solaire dans les bandes spectrales 2-8 keV et 10-160 keV avec une résolution temporelle d'une seconde.
- Le spectromètre RESIK
- Le polarimètre à rayons X SPR-N
- Le spectromètre IRIS analysant le rayonnement X des éruptions solaires.
- Le spectromètre rayons X et gamma HELICON
- Le spectromètre à rayons X RPS
- Le spectromètre à rayons X et gamma  AVS.
- Le spectromètre ultraviolet VUSS.
- Le spectromètre SKL analysant les rayons cosmiques à l'aide de trois types de capteurs permettant de caractériser les rayons cosmiques proprement dit ainsi que les rayons gamma, les protons, les neutrons et les électrons.
- L'instrument SORS (SOlar Radio Spectrometer) étudie les émissions radio et les ondes du plasma dans l'ionosphère dans des longueurs d'onde comprises entre 100 kHz et 300 MHz.

## Résultats
Les résultats les plus notables de la mission sont : 
- Trente éruptions solaires ont été observées sur trois ans.
- En décembre 2001, l'observatoire spatial avait déjà transmis 400 000 images du Soleil et 100 mégaoctets de données permettant de reconstruire une image tri-dimensionnelle de l'astre.